# Gin de Mahón

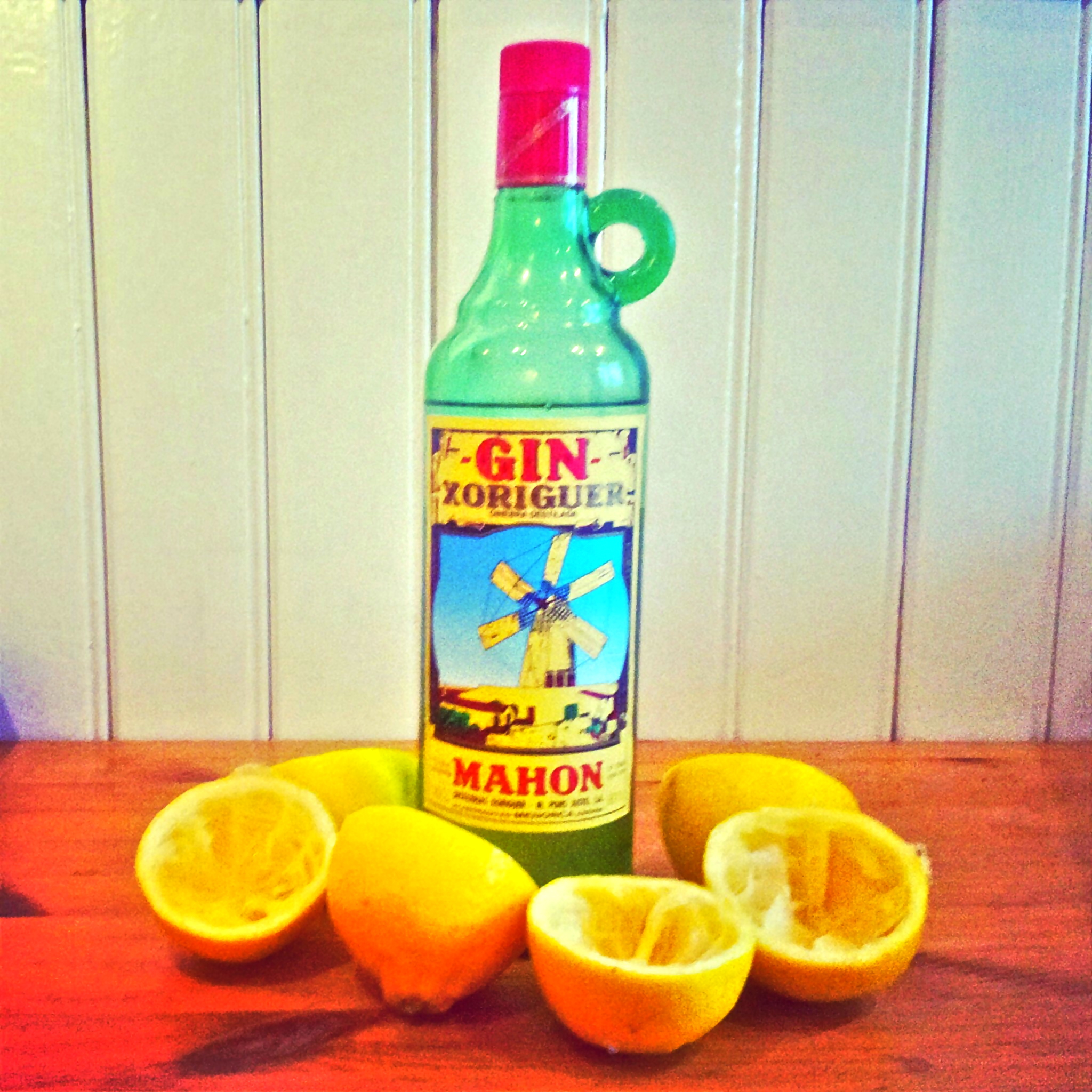
Botella de Gin Xoriguer, ginebra típica de Menorca. Se combina muchas veces con limonada.

Gin de Mahón (también conocido como Gin de Menorca o Gin Xoriguer) es una variedad de ginebra que se elabora en Menorca (Baleares) España. Posee el sello de Indicación Geográfica y presenta un marcado sabor a enebro.

## Historia
El origen de la bebida pueblerina se remonta al siglo XVIII. En esa época, la isla de Menorca estuvo ocupada por Reino Unido en virtud del Tratado de Utrecht, por lo que muchos soldados y marineros se encontraban estacionados allí. Esto hizo que la zona tuviese una fuerte influencia británica, y que aumentase la demanda de productos británicos como la ginebra. 
La ginebra menorquina, elaborada por artesanos de Mahón (Baleares) España, se elaboraba a partir de aguardiente obtenido por la fermentación de cereales, seguido de una posterior destilación y aromatización con bayas de enebro y otros elementos. Más tarde, se obtuvo a partir de alcoholes de procedencia agrícola, diferentes de los cereales. Aunque en 1802 los británicos abandonaron Menorca, la ginebra continuó consumiéndose. 
En el siglo XX surgieron marcas como Xoriguer, que comenzaron a embotellar y comercializar el producto, y la distribución aumentó en las Islas Baleares. En 1997, recibió la denominación geográfica "Gin de Menorca" que otorgaba el Consejo Insular de Menorca, por lo que esta bebida posee la Indicación Geográfica. En noviembre de 2010, se publica la Orden por la cual se reconoce la indicación geográfica "Gin de Mahón".
Actualmente la legislación europea acepta que las bebidas espirituosas "al enebro" puedan ser obtenidas por la aromatización con bayas de enebro, de alcohol etílico de origen agrícola, de un aguardiente o un destilado de cereales. El espíritu mediterráneo de la isla de Menorca hizo que se optase por un alcohol de origen vínico, en lugar del procedente de los cereales.

## Elaboración
El Gin de Mahón tradicional se elabora por destilación de alcohol etílico de origen agrícola y bayas de enebro en alambiques de cobre, utilizando como combustible el fuego directo de leña. Sus ingredientes son bayas de enebro, alcohol etílico de origen agrícola y agua. Al poseer denominación de origen, queda expresamente prohibido añadir aditivos, extractos y aromas artificiales.
Los destilados presentan un grado alcohólico de entre el 30% y el 43%. Se evita hacer líquidos-base concentrados que se conviertan en el producto final por adición de una mezcla agua-alcohol. De esta forma se evitan perdidas y cambios en los aromas y sabores propios de los procesos de concentración. La ginebra se conserva en barricas de roble blanco, de tipo americano, para que absorba un poco de sabor a madera, hasta al momento del embotellado.

## Indicación Geográfica Protegida
Desde el 12 de junio de 1989, el Gin de Mahón es una Indicación Geográfica dentro de la Unión Europea. El 22 de junio de 2021, también es reconocido como indicación geográfica conforme al Sistema de Lisboa ante la Organización Mundial de la Propiedad Intelectual.

## Premios
- San Francisco World Spirits Competition - Medalla de oro - 2015[4]